# Argyrotaenia alisellana
Argyrotaenia alisellana är en fjärilsart som beskrevs av Robinson 1869. Argyrotaenia alisellana ingår i släktet Argyrotaenia och familjen vecklare. Inga underarter finns listade i Catalogue of Life.

## Bildgalleri

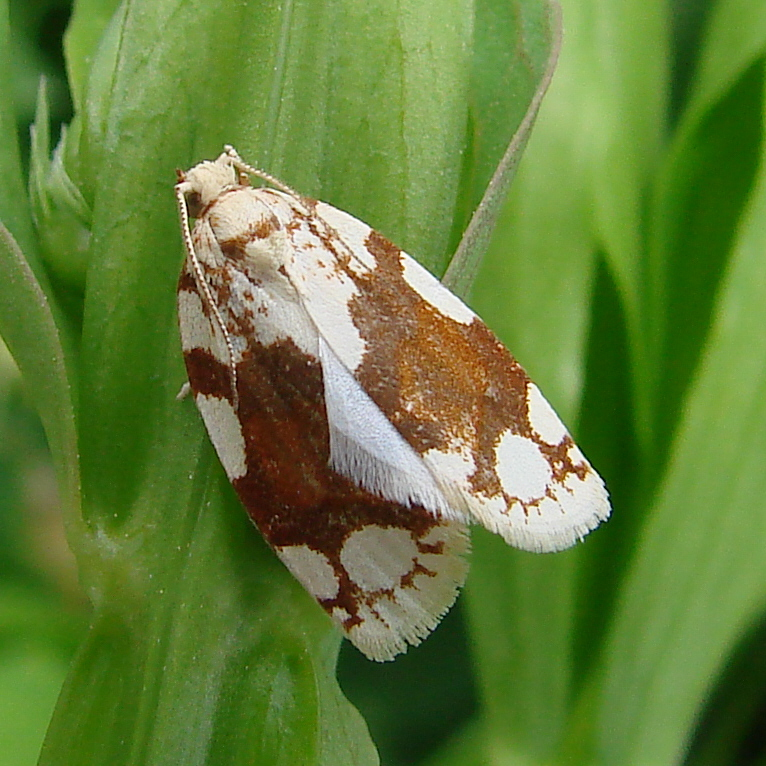